# Geraldia pollinosa
Geraldia pollinosa là một loài ruồi trong họ Tachinidae.